# Cañete (Chile)
Cañete – miasto w Chile, położone w południowo-zachodniej części regionu Biobío.

## Opis
Miejscowość została założona w 19 stycznia 1558 roku. W mieście znajduje się krajowy port lotniczy.

## Demografia
Źródło.